# Chiesa di Sant'Achille

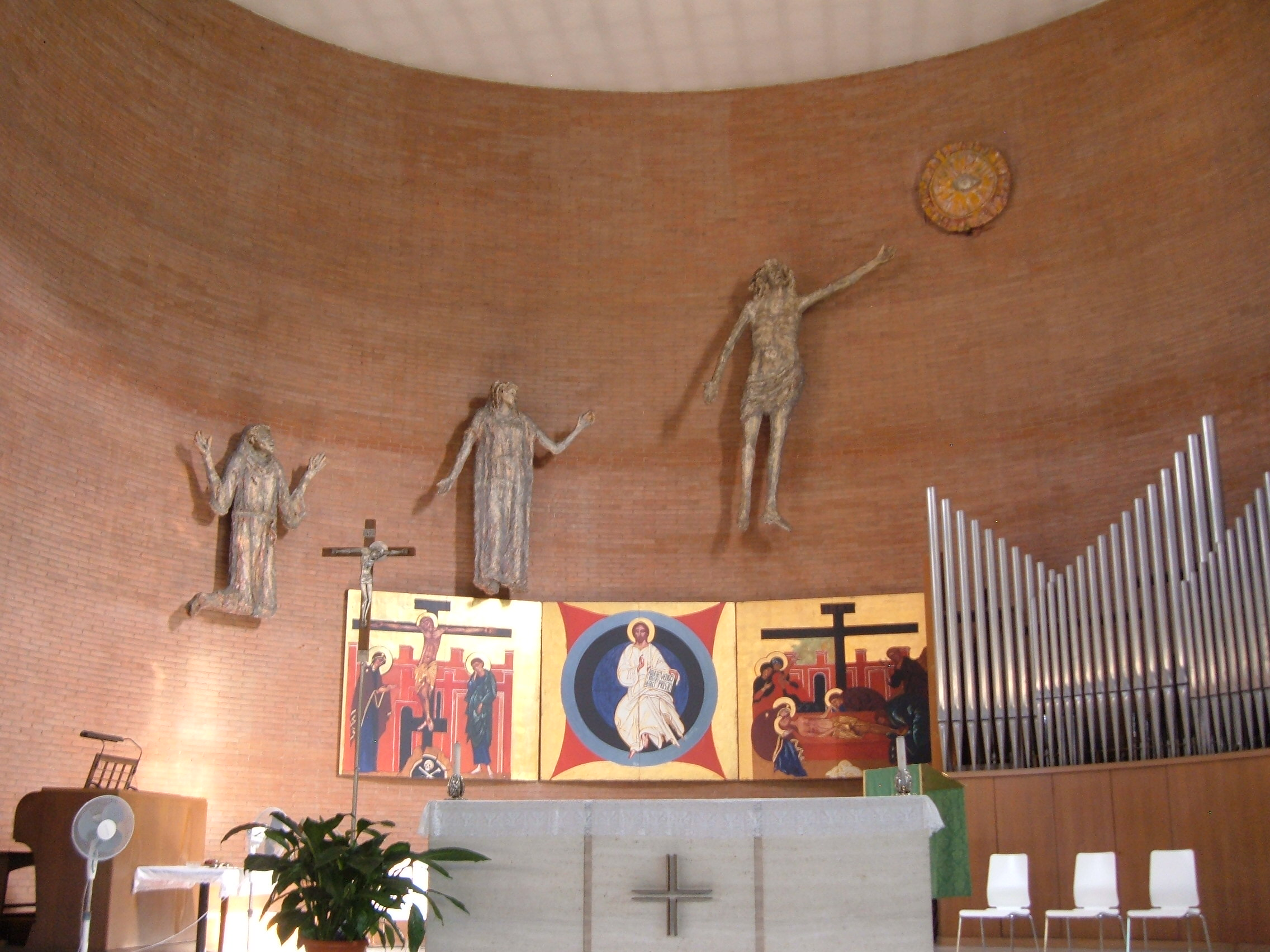
L'interno

La chiesa di Sant'Achille è un luogo di culto cattolico di Roma, nel quartiere Monte Sacro Alto, in via Gaspara Stampa, 64.

## Storia
È stata costruita su progetto dell'architetto Giorgio Guidi e consacrata solennemente l'11 marzo 1973 dal cardinale vicario Ugo Poletti.
La chiesa è sede parrocchiale, istituita il 21 ottobre 1957 con il decreto del cardinale vicario Clemente Micara Exposcit ratio ed affidata al Terzo ordine regolare di san Francesco d’Assisi. Fu intitolata a sant'Achille (soldato martire a Roma), perché nell'anno dell'istituzione della parrocchia (1957) ricorreva il centenario della nascita di Pio XI, al secolo Achille Ratti, pontefice che più di ogni altro si era dato da fare per l'erezione di più di cinquanta parrocchie nella diocesi di Roma.

## Descrizione

### Architettura
La chiesa, in mattoni rossi, è preceduta dal singolare campanile a forma cilindrica. La modesta entrata è abbellita da un affresco del 1996 raffigurante il Buon pastore con la scritta tratta dal salmo 23: “Il Signore è il mio pastore”. A lato dell'entrata è murata la lapide che ricorda il santo titolare ed il motivo della denominazione. A fianco della chiesa si erge una struttura a pianta rettangolare, che ha servito come chiesa prima della costruzione dell'attuale edificio di culto.
L'aula liturgica è preceduta da un atrio in cui sono collocate: una lapide a ricordo del 50° di fondazione della parrocchia; una statua di sant'Achille con in mano la palma simbolo del martirio; una composizione in acciaio a ricordo del giubileo del 2000 con la scritta “Christus heri hodie semper”; un Crocifisso in terracotta.
L'interno della chiesa ha una pianta a forma di ventaglio convergente verso l'altare. Nell'abside si trovano:
- l'organo a canne;
- una composizione bronzea raffigurante l’Occhio di Dio attorno a cui volano Gesù, la Madonna e san Francesco;
- tre icone raffiguranti la Crocifissione, la Deposizione nel sepolcro e, al centro, la Gloria di Cristo.

Nella parete a sinistra del presbiterio è murato un Crocifisso di san Damiano accompagnato da una frase tratta dagli scritti di Francesco d'Assisi: « O alto et glorioso Dio illumina el core mio. Dame fede directa, speranza certa, carità perfecta, humiltà profonda, senno e cognoscemento che io servi li toi comandamenti ».
Nella conca dell'abside, a destra dell'altar maggiore, si trova l'organo a canne Mascioni opus 961 costruito nel 1973. A trasmissione elettrica, ha 29 registri su due manuali e pedale.